# Аллопуринол
Аллопуринол — лекарственный препарат, используемый в основном при гиперурикемии (повышенном уровне мочевой кислоты в крови) и её осложнениях, таких как подагра.
Аллопуринол является ингибитором ксантиноксидазы, под действием которой аллопуринол превращается в оксипуринол, неокисляемый аналог ксантина.
Аллопуринол входит в российский перечень ЖНВЛП в качестве противоподагрического препарата.

## История
Аллопуринол был впервые синтезирован в 1956 г. Р. К. Робинсом (1926—1992), который занимался поисками противоопухолевых агентов. Поскольку препарат тормозит распад (катаболизм) тиопуринового препарата меркаптопурина, он был испытан в Wellcome Research Laboratories. Исследователи пытались определить, может ли он повысить эффективность лечения острой лимфобластной лейкемии посредством усиления действия меркаптопурина. Тем не менее, никаких улучшений лейкемии при совместной терапии меркаптопурином и аллопуринолом не последовало, так что в работу включили другие соединения, а команда приступила к тестированию аллопуринола для лечения подагры. Препарат впервые был продан как средство для лечения подагры в 1966 г.

## Механизм действия
Аллопуринол является структурным изомером гипоксантина (природный пурин, встречающийся в организме человека). Ксантиноксидаза отвечает за последующее окисление гипоксантина и ксантина, с образованием в организме мочевой кислоты — продукта метаболизма пуринов. Её блокирование приводит к снижению продукции мочевой кислоты в организме, а также к повышению уровня гипоксантита и ксантина, которые превращаются в родственные пурину аденозин- и гуанозинмонофосфаты. Увеличение уровня этих рибонуклеотидов вызывает обратимое ингибирование амидофосфорибозилтрансферазы. Этим обусловлено уменьшение концентрации мочевой кислоты и ее солей в жидких средах организма и моче, что способствует растворению имеющихся уратных отложений и предотвращает их образование в тканях и почках.

## Применение
Основное применение аллопуринола — лечение гиперурикемии (избытка мочевой кислоты в плазме крови) и её осложнений. Аллопуринол не ослабляет боли при приступах подагры и даже может способствовать усилению приступа, но применяется при хронической форме этого заболевания с целью предотвращения приступов. Также аллопуринол используется в профилактических целях при химиотерапии препаратами, способными вызвать сильную гиперурикемию.
Другие установленные показания для аллопуриноловой терапии включают реперфузионное повреждение миокарда, почечнокаменную болезнь и протозойные инфекции (лейшманиоз). Препарат также используются для предотвращения синдрома расщепления опухоли некоторых типов рака.
Так как аллопуринол не ускоряет выделение мочевой кислоты, допускается его использование пациентами с нарушениями её почечной экскреции. Назначение аллопуринола требует осторожности: возможны проблемы, связанные с подбором оптимальной дозировки  и повышенной чувствительностью к этому препарату.

### Метаболизм
Аллопуринол метаболизируется ксантиноксидазой до его активного метаболита оксипуринола, который также является ингибитором ксантиноксидазы. Аллопуринол почти полностью метаболизируется в оксипуринол в течение двух часов после орального введения, затем оксипуринол медленно выделяется почками за 18-30 часов. Поэтому оксипуринол считается ответственным за большинство эффектов приёма аллопуринола.

### Побочные эффекты
Побочные эффекты аллопуринола редки, хотя они и важны, когда проявляются. У небольшого процента людей развивается сыпь, и применение препарата должно быть прекращено. Наиболее серьёзные побочные эффекты — это аллергия (сверхчувствительность), повышение температуры, кожная сыпь, эозинофильный лейкоцитоз, гепатит, ухудшение почечной функции и (в некоторых случаях) сверхчувствительность к аллопуринолу. Аллопуринол —  одно из известных  лекарств, вызывающих синдром Стивенса — Джонсона и Синдром Лайелла, которые могут серьезно угрожать жизни.
Аллопуринол может вызывать сильную пангемоцитопению, если он назначен совместно с азатиопурином или меркаптопурином, из-за ингибирования ксантиноксидазы, которая метаболизирует это биологически активное вещество. Он также способен увеличить грудь у женщин и у мужчин.
Аллопуринол может понижать давление крови при слабой гипертонии.
Имеются основания подозревать, что аллопуринол может вызывать врождённые аномалии у детей, чьи матери принимали это лекарство во время беременности, поэтому рекомендуется избегать приёма аллопуринола беременным и готовящимся к зачатию женщинам.

## Производители и бренды
- В России препарат выпускается предприятием Органика (более 50% российского производства)
- В международной практике аллопуринол изначально выпускался под торговой маркой Zyloprim[5]. Дженерики продавались под брендами Allohexal, Allosig, Milurit, Alloril, Progout, Ürikoliz, Zyloprim, Zyloric, Zyrik, and Aluron[6]